# Steve Perry (schrijver)
Steve Perry (31 augustus 1947) is een Amerikaans fantasy en sciencefictionschrijver.
Steve Perry schreef boeken uit de Alien-, Conan de Barbaar- en Star Warsseries. Zijn bekendste werk is de Matador-reeks. Hij schreef ook voor vele televisieseries. In 1997 schreef hij het boek MIB: Men in Black, gebaseerd op de gelijknamige film. Dit is zijn enige in het Nederlands vertaalde boek. Hij is een beoefenaar van de krijgskunst pencak silat.

### Matador-serie
- 1985 - The Man Who Never Missed
- 1986 - Matadora
- 1986 - The Machiavelli Interface
- 1988 - The Omega Cage
- 1989 - The 97th Step
- 1991 - The Albino Knife
- 1992 - Black Steel
- 1992 - Brother Death
- 2006 - The Musashi Flex

### Conan de Barbaar-serie
- 1986 - Conan the Fearless
- 1987 - Conan the Defiant
- 1989 - Conan the Indomitable
- 1990 - Conan the Freelance
- 1990 - Conan the Formidable

### Star Warsserie
- 1996 - Shadows of the Empire
- 2000 - Shadows of the Empire: Evolution
- 2004 - MedStar I: Battle Surgeons (met Michael Reaves )
- 2004 - MedStar II: Jedi Healer (met Michael Reaves)
- 2007 - Death Star (met Michael Reaves)

### Alien-serie
- 1992 - Earth Hive
- 1993 - Nightmare Asylum
- 1993 - The Female War (met Stephani Perry)
- 1994 - Prey (met Stephani Perry)
- 1994 - Hunter's Planet (met David Bischoff)

### Tom Clancy's Net Force
- 2000 - Breaking Point
- 2001 - Point of Impact
- 2001 - Cybernation
- 2003 - State of War

### Leonard Nimoy's Primortals
- 1997 - Target Earth

### Stellar Ranger
- 1994 - Stellar Ranger
- 1994 - Lone Star

### Time Machine
- 1984 - Sword of the Samurai (met Michael Reaves)
- 1984 - Civil War Secret Agent

### Venture Silk
- 1994 - Spindoc
- 1995 - The Forever Drug

## Televisieseries
- The Real Ghostbusters
- Batman: The Animated Series
- Disney's Gargoyles
- Extreme Ghostbusters
- Spider-Man Unlimited
- Centurion
- Spiral Zone
- Street Fighter
- Godzilla: The Series
- Starcom: The U.S. Space Force
- Conan and the Young Warriors

- Bibsys: 90243975
- Biblioteca Nacional de España: XX856444
- Bibliothèque nationale de France: cb12701962x (data)
- Gemeinsame Normdatei: 1160447551
- International Standard Name Identifier: 0000 0001 0922 6039
- Library of Congress Control Number: n84204295
- Bibliotheek van het Japanse parlement: 00452566
- Nationale Bibliotheek van Tsjechië: jn20001103732
- Nationale Bibliotheek van Israël: 987007401149105171
- Nationale en Universitaire bibliotheek Zagreb: 000042881
- Nederlandse Thesaurus van Auteursnamen: 149391242
- Système universitaire de documentation: 060273917
- Virtual International Authority File: 88063748
- WorldCat: E39PBJjHgR4HhJF9KTvf7kH6Kd